# Spleen and Ideal
Albums de Dead Can Dance
Dead Can Dance
(1984) Within the Realm of a Dying Sun
(1987)
Spleen and Ideal est le deuxième album du duo Dead Can Dance, paru en 1985. 
Cet album est celui où le groupe commence à se détacher de leur style post-punk et rock gothique initial et intègre des éléments de musique classique et de musique religieuse. Les guitares sont plus en retrait au bénéfice d'instruments tels que les violons, les violoncelles et les trombones.
Les textes sont inspirés des écrits d'auteurs tels que Charles Baudelaire (le titre de l'album est d'ailleurs tiré de la section Spleen et Idéal des Fleurs du mal) ou Thomas de Quincey.
La pochette utilise un visuel du photographe Colin Grey. Elle expose un bâtiment en phase de démolition, situé à l'époque à Salford, dans la périphérie de Manchester.

## Pistes de l'album
1. De Profundis (Out of the Depths of Sorrow) - 4:00
2. Ascension - 3:05
3. Circumradiant Dawn - 3:17
4. The Cardinal Sin - 5:29
5. Mesmerism - 3:53
6. Enigma of the Absolute - 4:13
7. Advent - 5:19
8. Avatar - 4:35
9. Indoctrination (A Design for Living) - 4:16